# 八羰基二钴
八羰基二钴是一种无机化合物，化学式为Co2(CO)8。这种金属羰基配合物是金属有机化学和有机合成中的试剂及催化剂，也是有机钴化学的中心它被用于羰基合成，也就是将烯烃转化成醛的催化剂。

## 合成、结构与性质
在氰化物存在条件下，通过钴(II)盐的高压羰基化反应可制得八羰基二钴。它是一种橙色易自燃的固体，对热不稳定。它在溶液中存在两种异构体，快速转化：
它的优势异构体类似于Fe2(CO)9，只是少了一个桥连的羰基配体。Co-Co键的键长是2.52 Å，Co-CO端基和Co-CO桥连键长分别是1.80和1.90 Å。这些异构体互变速度很快。占少数的这种异构体没有桥连的CO配体，可以写成(CO)4Co-Co(CO)4（D3d 对称群）。优势异构体中有两个桥连的CO配体，特点是含有八面体配位的钴，它可写成(CO)3Co(μ-CO)2Co(CO)3（C2v 对称群）。较少的这种异构体已经通过与C60共结晶制得。

## 反应

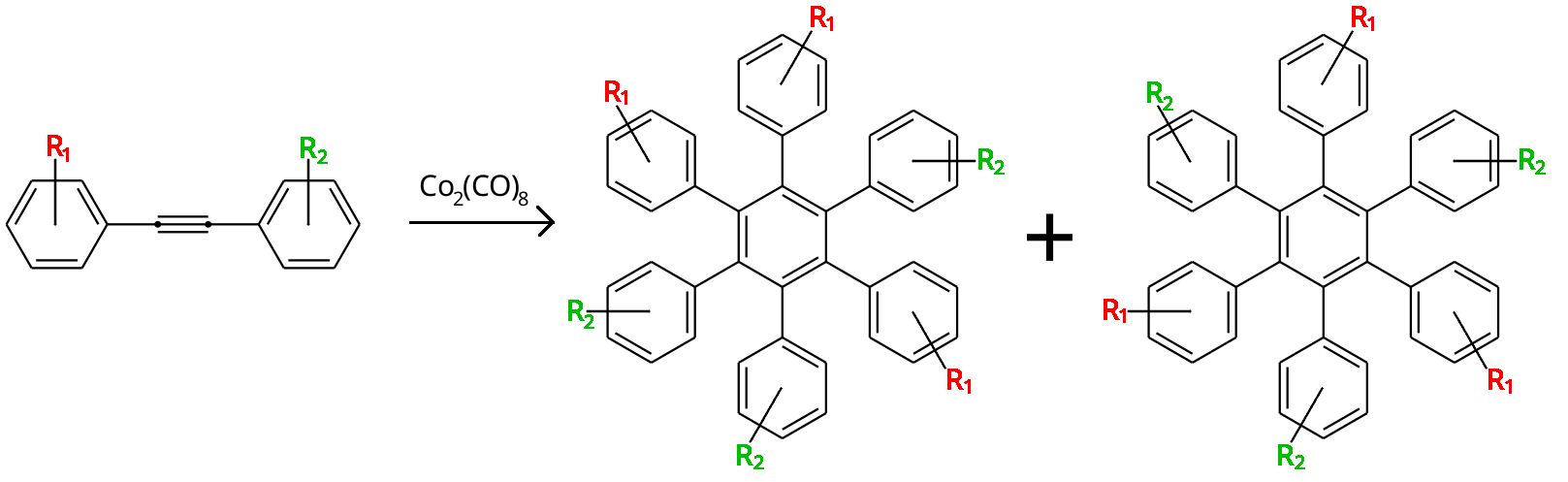
八羰基二钴催化二苯乙炔葆森–侃德反应

### 还原
八羰基二钴可和碱金属和相关试剂（如钠汞齐）反应，生成四羰基钴酸盐，后者和酸反应生成四羰基钴酸：
Co
2(CO)
8 + 2 Na → 2 Na[Co(CO)
4]
Na[Co(CO)
4] + H+
 → H[Co(CO)
4] + Na+

### 和亲电试剂的反应
八羰基二钴和卤素反应，生成四羰基卤化钴：
Co
2(CO)
8 + Br
2 → 2 Br[Co(CO)
4]
它和一氧化氮反应，生成亚硝基三羰合钴：
Co
2(CO)
8 + 2 NO → 2 Co(CO)
3NO + 2 CO

### 合成其它羰基配合物
加热八羰基二钴将导致脱羰基反应，并形成四面体的原子簇化合物十二羰基四钴：
2 Co2(CO)8   →   Co4(CO)12  +  4 CO
八羰基二钴和其它金属羰基配合物一样，可以和卤代烃反应。它和溴仿反应，生成甲爪基九羰基三钴 HCCo
3(CO)
9：
9 Co
2(CO)
8 + 4 CHBr
3 → 4 HCCo
3(CO)
9 + 36 CO + 6 CoBr
2

### 其它
CO配体可以被三烃基膦配体取代，产生Co2(CO)8-x(PR3)x。这些体积庞大的衍生物是氢甲酰化反应选择性更高的催化剂。“硬碱”，例如吡啶，可使八羰基二钴发生歧化反应：
6 C6H5N  +  1.5 Co2(CO)8  →   [Co(C6H5N)6][Co(CO)4]2  +  4 CO
Co2(CO)8也能催化葆森–侃德反应（Pauson–Khand reaction），也就是烯烃、炔烃与CO反应产生α,β-环戊烯酮衍生物的反应。 

## 安全
Co2(CO)8是一种挥发性的钴(0)化合物，容易自燃。它受热分解产生一氧化碳气体。 